# Theta2 Tauri
Theta2 Tauri, Bayer-Bezeichnung θ2 Tauri, Eigenname Chamukuy, ist ein 150 Lichtjahre entferntes Sternsystem im Sternbild Stier und ist Teil der Hyaden. Der Stern ist eine Komponente des freisichtig  visuellen Doppelsterns Theta Tauri mit 0,09° Winkelabstand. Da die beiden Komponenten θ1 Tauri und θ2 Tauri etwa 3 Lichtjahre voneinander entfernt sind, hält man sie nicht für ein gravitativ gebundenes System, obwohl die Frage noch nicht abschließend geklärt ist. Theta Tauri selbst fungiert als Augenprüfer, d. h. die θ1 Tau und θ2 Tau können bereits freiäugig voneinander getrennt werden.

## Eigenschaften
θ2 Tauri selbst ist ein spektroskopischer Doppelstern. Seine beiden Komponenten a und b umkreisen einander in einer Entfernung von etwa 0,88 AE und benötigen für einen Umlauf etwa 140 Tage. Das System gehört zu den Bedeckungsveränderlichen Sternen. Die hellere Komponente a hat weiters die Spektralklasse A7 III und gehört zu den pulsierenden Delta-Scuti-Sternen. Die scheinbare Helligkeit schwankt dabei zwischen 3,35 und 3,42 während einer Periode von etwa 109 Minuten.